# Jordi Núñez
Jordi Núñez, španski rokometaš, * 19. september 1969, Granollers.
Leta 1996 je na poletnih olimpijskih igrah v Atlanti v sestavi švedske reprezentance osvojil bronasto olimpijsko medaljo; uspeh je ponovil še leta 2000. 